# 홍 (위위)
홍(弘, ? ~ ?)은 전한 후기의 관료이다. ‘홍’은 이름자로, 성씨는 알려져 있지 않다.

## 생애
오봉 2년(기원전 56), 위위에 임명되었다.

## 출전
- 반고, 《한서》 권19하 백관공경표(百官公卿表) 下

| 전임 위현성 | 전한의 위위 기원전 56년 ~ 기원전 50년? | 후임 순 |